# Poaephyllum pauciflorum
Poaephyllum pauciflorum là một loài thực vật có hoa trong họ Lan. Loài này được (Hook.f.) Ridl. miêu tả khoa học đầu tiên năm 1907.